# Aspatha gularis
El momoto gorgiazul (Aspatha gularis) es una especie de ave coraciforme de la familia Momotidae. Es el único miembro del género monotípico Aspatha.
Su área de distribución incluye El Salvador, Guatemala, Honduras, y México. Su hábitat consiste de bosque montano húmedo subtropical y tropical. No tiene subespecies reconocidas.